# Massimo Pallottino
Massimo Pallottino (né le 9 novembre 1909 à Rome – mort dans la même ville le 7 février 1995) est un historien et archéologue italien considéré comme le fondateur de l'étruscologie moderne. Il reste l'une des principales références actuelles sur la civilisation étrusque.
Considéré comme le fondateur de l’étruscologie moderne, il fut professeur d’histoire et d’archéologie à Rome et à Cagliari. C’est à lui que l’on doit l’une des découvertes majeures concernant la civilisation étrusque : au cours d’une campagne de fouilles qu’il dirigeait à Santa Severa (Santa Marinella, RM) ont été découvertes le 8 juillet 1964 les lamelles de Pyrgi.

## Biographie
Pallottino fut élève de Giulio Quirino Giglioli et obtint son diplôme universitaire en 1931 avec une thèse sur la cité antique de Tarquinia. Il effectua au début de sa carrière diverses recherches sur le temple d’Apollon à Véies. En 1933, il devint inspecteur de la surintendance pour les Antiquités de Rome et prit la direction du musée national étrusque de la villa Giulia. Par la suite, avec l’approfondissement de ses techniques de recherche, il donna vie au cadre disciplinaire de l’étruscologie, voire à son concept même, détachant cette spécialité de son statut de simple branche des études romaines. Il participa également à la création en Italie de l’Institut national des études étrusques et italiques (Istituto Nazionale di Studi Etruschi e Italici) et de son périodique, les Studi Etruschi. Son premier essai, Etruscologia, publié pour la première fois à Milan en 1942 (il portait alors le titre de Gli Etruschi), fut un immense succès éditorial, apprécié encore aujourd’hui et traduit dans plusieurs langues. En 1945, il fut nommé professeur de la chaire d'étruscologie des antiquités italiennes à l'université de Rome « La Sapienza »,.
En 1982, il a remporté le prix Balzan dans les sciences de l’Antiquité pour avoir effectué des recherches et des découvertes d’importance fondamentale dans le cadre des sciences de l’Antiquité, à travers les fouilles de Pyrgi, sa contribution dans le déchiffrement de l’étrusque et ses études novatrices sur les origines de Rome ou les peuples de l’Italie préromaine. Il a obtenu en 1991 le Cheval d’or de Saint-Marc, prix international du Centre vénitien d’études et de recherches sur les civilisations classiques et orientales.
Deux ans après son décès, deux volumes ont été dédiés à sa mémoire et à ses contributions scientifiques : Etrusca e Italica: scritti in ricordo di Massimo Pallottino. Parmi ses élèves figurent entre autres Mario Torelli, Giovanni Colonna et Mauro Cristofani, tous d’éminents étruscologues.

## La théorie de la «formation»
En 1947, Pallottino théorise le fait qu’au concept d’origine des peuples, il faut substituer celui de formation : les peuples se forment et se développent de façon graduelle. Dans son ouvrage majeur, L’Origine des Etrusques, il montre ainsi la vanité du débat centenaire sur la question de l’origine des Etrusques, à laquelle il faut préférer une réflexion sur les différents flux humains qui menèrent à la civilisation étrusque de l’époque orientalisante. 

## Distinctions
- Prix Balzan 1982
- Prix Érasme 1984

## Œuvres
- Elementi di lingua etrusca, Florence: Rinascimento del libro, 1936.
- Arte figurativa e ornamentale, Rome: C. Colombo, 1940.
- Tarquinia (a cura di), Milan: Hoepli, 1937; Milan: Il Saggiatore, 1959
- Gli Etruschi, Rome: Colombo, 1939; Milan: Bompiani, 1998.
- Civiltà romana. Arte figurativa e ornamentale, Rome: Carlo Colombo, 1940.
- La necropoli di Cerveteri, Rome: La libreria dello Stato, 1940.
- Etruscologia, Milan: Hoepli, 1942; 19472; 19553; 19574; 19635; 19686; 19847.
- L'origine degli Etruschi, Rome: Tumminelli, 1947.
- La Sardegna nuragica, Rome: Ed. del Gremio, 1950; Nuoro: Ilisso, 2000.
- La lingua degli etruschi, Rome: Biblioteca di Storia Patria, 1951.
- La peinture étrusque, Skira / Flammarion, 1985 (1re éd. 1952), 137 p.
- (la) Testimonia linguae Etruscae. Selegit recognovit et indice verborum instruxit, Florence: La nuova Italia, 1954; 19682.
- (en) Art of the Etruscans (avec Martin Hurlimann), London: Thames and Hudson, 1955.
- Mostra dell'arte e della civiltà etrusca, Milan: Silvana, 1955 (catalogue d'exposition - avril-juin 1955, au Palazzo reale de Milan).
- Che cos'è l'archeologia, Florence: Sansoni, 1963.
- Civiltà artistica etrusco-italica, Florence: Sansoni, 1971; 19852.
- Saggi di antichità, 3 voll., Rome: G. Bretschneider, 1979.
- Gli Etruschi e Roma: atti dell'incontro di studio in onore di Massimo Pallottino, Roma 11-13 dicembre 1979, Rome: G. Bretschneider, 1981.
- Genti e culture dell'Italia preromana, Rome: Jouvence, 1981.
- Storia della prima Italia, Milan: Rusconi, 1984.
- Les Étrusques et l'Europe : [exposition], Galeries nationales du Grand Palais, Paris, 15 septembre-14 décembre 1992, Altes Museum, Berlin, 25 février-31 mai 1993, Paris, Réunion des Musées nationaux, 1992, 519 p. (ISBN 2-7118-2576-0), ouvrage collectif, dirigé par M. Pallottino.
- Origini e storia primitiva di Roma, Milan: Rusconi, 1993.
- Gli Etruschi, Milan: Bompiani, 1998.